# Гордюшиха
Гордюшиха — упразднённая деревня в Шарьинском районе Костромской области России. Входила в состав Ивановского сельского поселения. Исключена из учётных данных в 2025 году.

## География
Деревня расположена у автодороги Урень — Шарья — Никольск — Котлас Р157.

## История
Согласно Спискам населенных мест Российской империи в 1872 году деревня Гордюшиха (Косиха) относилась к 2 стану Ветлужского уезда Костромской губернии. В ней числилось 8 дворов, проживали 28 мужчин и 26 женщин.
Согласно переписи населения 1897 года в деревне проживало 172 человек (67 мужчин и 105 женщин).
Согласно Списку населенных мест Костромской губернии в 1907 году деревня Гордюшиха (Косиха) относилась к Рождественской волости Ветлужского уезда Костромской губернии. По сведениям волостного правления за 1907 год в деревне числилось 29 крестьянских дворов и 251 житель. В деревне имелись три кузницы. Основным занятием жителей деревни был лесной промысел.
До 2010 года деревня относилась к Берзихинскому сельскому поселению.

## Население
| 2008 | 2010 | 2014 |
| ---- | ---- | ---- |
| 2    | ↗4   | ↘2   |